# Cleora serrata
Cleora serrata là một loài bướm đêm trong họ Geometridae.